# Astatotilapia bloyeti
Astatotilapia bloyeti è una specie di ciclidi haplochromini che trova il suo habitat nei sistemi fluviali costieri della Tanzania. Testimonianze relative ad altre aree dell'Africa sono considerate riferimenti a specie correlate. Lo IUCN considera la specie endemica del fiume Pangani e include il Kenya nel suo habitat. Lo status tassonomico di questa specie è incerto e alcune autorità la collocano nel genere Haplochromis, mentre altri lo mantengono in Astatotilapia. Questa incertezza tassonomica ha portato l'IUCN a classificare lo stato di conservazione delle specie come "dati insufficienti". Il nome specifico onora il collezionista del tipo, Capitaine A. Bloyet, capo della stazione di ricerca francese "Kandôa, Tanzania".